# 相原吉夫
相原 吉夫（あいはら よしお、1926年 - 2020年）は、日本の画家。紺綬褒章受章。
目黒区の庁舎には，旧庁舎を描いた絵が展示されている。

## 来歴・人物
- 1967年 - 渋谷区立長谷戸小学校教諭
- ?年 - 紺綬褒章を受章

## 参考
- 相原吉夫(あいはら よしお) 画家 洋画 [Artis－アルティス]
- http://www.kaijo-academy.jp/_press/cat3/index_101.html
- https://www.kaijo.ed.jp/students/419

| スタブアイコン | サブスタブ | この項目は、まだ閲覧者の調べものの参照としては役立たない、人物に関連した書きかけの項目です。この項目を加筆・訂正などしてくださる協力者を求めています（P:人物伝/PJ:人物伝）。 |